# Mesomelaena pseudostygia
Mesomelaena pseudostygia là loài thực vật có hoa trong họ Cói. Loài này được (Kük.) K.L.Wilson mô tả khoa học đầu tiên năm 1981.